# Arroyo de San Serván
Arroyo de San Serván este un oraș din Spania, situat în provincia Badajoz din comunitatea autonomă Extremadura. Are o populație de 4.184 de locuitori.